# Maria Wrońska
Maria Wrońska (* 12. Juli 1919 in Krakau, Polen; † nach 2009) war eine polnische Chemikerin und Hochschullehrerin. Sie war ab 1972 Professorin an der Universität Breslau.

## Leben und Werk
Wrońska absolvierte das Gymnasium in Lemberg und studierte von 1939 bis 1944 Chemie an der Fakultät für Chemie des Lemberger Polytechnikums. Im Studienjahr 1944/1945 arbeitete sie dort als Assistentin am Institut für Anorganische Chemie. Im November 1945 ging Wrońska mit einer Gruppe von Wissenschaftlern aus Lemberg an die Technische Universität Breslau. Nach der Anerkennung ihres Abschlusses an der Schlesischen Technischen Universität in Gliwice und dem Erwerb des Master of Science begann sie als Oberassistentin an der Abteilung für Allgemeines Chemie an der Universität und der Technischen Universität Breslau zu arbeiten. Nach der Trennung von Universität und Polytechnikum im Jahr 1952 wurde sie Forscherin am Lehrstuhl für Anorganische Chemie und ab 1970 am Institut für Chemie der Universität Breslau, dem sie bis 1989 bis zu ihrer Emeritierung angehörte.
Sie promovierte 1958 als erste Doktorandin von Bogusława Jeżowska-Trzebiatowska mit der Dissertation Jony wodoro-tlenowe jako reduktory oksyanionów pierwiastków przejściowych. Anschließend absolvierte sie ein Forschungspraktikum in Ungarn an den Universitäten in Szeged und Budapest und 1959 am Institute of Physical Chemistry der University of Oxford, wo sie bei den Physikochemikern Cyril Norman Hinshelwood und Edmund John Bowen forschte. Weitere Forschungspraktika absolvierte sie an den Universitäten in Rom und in Pisa. Im Jahr 1962 habilitierte sie und erhielt den Grad einer Dozentin. 1972 wurde sie zur außerordentlichen Professorin und 1979 zur ordentlichen Professorin ernannt.
Sie gründete und leitete die Forschungsgruppe für chemische Kinetik. Auf ihre Initiative hin konstruierte ihr Forschungsteam 1972 eine Apparatur zur Erforschung von Reaktionen. Viele Jahre lang war es das einzige Gerät in Polen, das diese Art von Forschung ermöglichte. Die Ergebnisse ihrer Forschung zu Elektronentransferreaktionen in Lösungen, zur Kinetik schneller Reaktionen sowie zu Salz-, Ionen- und katalytischen Effekten wurden in über 100 Publikationen veröffentlicht.
Wrońska wurde 1945 Mitglied der Polnischen Chemischen Gesellschaft und war von 1967 bis 1969 Vizepräsidentin der Breslauer Zweigstelle der Polnischen Chemischen Gesellschaft. Sie war Mitglied der Akademie der Wissenschaften und des Komitees für Katalyse und Oberflächenchemie an der Zweigstelle der Polnischen Akademie der Wissenschaften in Breslau.

## Ehrungen und Auszeichnungen (Auswahl)
- 1960: Abzeichen zum 15. Jahrestag der Befreiung Niederschlesiens
- 1978: Medaille der Nationalen Bildungskommission
- 1970: Ritterkreuz des Ordens Polonia Restituta
- 1996: Goldmedaille der Universität Breslau
- 2008: Goldmedaille der Universität Breslau